# 黒竜
黒竜（旧字体：黑龍󠄂、こくりゅう、拼音: hēilóng ヘイロン）は、ヨーロッパや中国や日本の伝承および物語、神話に登場する竜の一種。

## 五行思想における黒竜
五行思想においては、黒は北と同じく水に対応するので、黒竜を玄武と同様、「北方を守護する神聖な竜」としている。よって、一部の地域では、黒竜を他の竜同様に、神聖な存在として祀っている。

## 伝承としての黒竜
名前通り全身の鱗が黒く、前足が2本しかない東洋の竜として描かれる事が多い。驪竜（りりょう）とも呼ばれ、これは顎の下に貴重な珠を持っているともされる 。

## 植物の園芸品種
オオバジャノヒゲの園芸品種。コクリュウ（黒竜）というキジカクシ科の美しい黒葉の品種。

## 信仰対象としての黒竜
黒龍神社は、往古日本古来の四大明神の一社として、東の常陸国には鹿島大明神、南に紀伊国には熊野大権現、西の安芸国には厳島大明神があり、北の越前国の当地には黒龍大明神として、竜神を御勧請、日本の国家鎮護と治水の守護神として祀ってきたとある。また高龗大神（たかおかみ）のことを黒龍大明神とすることもある。

## 祀る寺社・神社
各地で祀っている寺社・神社を列挙する。
寺社
- 倶利迦羅不動寺（石川県河北郡津幡町倶利伽羅）
倶利迦羅不動明王を祀っている。[6]
- 宝厳寺（滋賀県長浜市早崎町）
竹生島の宝厳寺境内にある黒龍堂（黒龍大神・黒龍姫大神）に八大龍王の一尊である黒龍として祀られている[7]。
- 黒長龍王社（大阪府岸和田市岸城町）
岸和田城の守り神として、お不動さまと観音さまと祀られている。[8]

神社
- 黒龍神社（福井市舟橋町）
男大迹天皇と高龗大神(別名・黒龍大明神)と闇龗大神（別名・白龍大明神）と大山祇神をお祀りしている[9]。
- 毛谷黒龍神社（福井市毛矢）
男大迹天皇と高龗大神と闇龗大神を祀る。
- 黒龍大神（大阪市西成区山王）
黒龍さんとして親しまれている[10]。
- 堀越神社（大阪市天王寺区）
境内に白龍社、黒龍社をお祀りしている[11]。
- 伊奈波神社（岐阜市伊奈波通り）
黒龍神社を境内社として祀っている[12]。
- 田光八幡社（名古屋市瑞穂区大喜新町）
白龍社、黒龍社が境内神社として祀られる[13]。
- 中島黒體龍王大神社（名古屋市西区）
黒體龍王大神を祀る。
- 闇之森八幡社（名古屋市中区正木）
榎白龍明神・榎白龍大神 、楠黒竜社を摂末社としてお祀りしている[14] [15][16]。
- 白龍・黒龍神社（兵庫県神戸市垂水区平磯）
皇大神社、猿田彦大神・倉稲魂大神とともに祀られる。